# 舒和钧
舒和钧（?—?）湖南辰州人，中华民国军事将领。

## 生平
舒和钧毕业于日本陆军士官学校第五期步兵科。1909年初（宣统元年），四川总督赵尔巽召杨瑾到四川任职，杨瑾是中国同盟会会员，乃受中国同盟会派遣，到成都就任四川省兵备处督练，负责训练新军。在杨瑾的建议下，日本陆军士官学校学生程潜（1908年12月毕业归国）与同学王凯成、姜登选、舒和钧受四川总督赵尔巽邀请，于1909年初到四川训练新军。同年2月，杨瑾、程潜、林修梅、季雨霖、舒和钧、梁达沅等中国同盟会会员召开了秘密会议，制定了四川开展革命工作的纲领。
中华民国成立后，1916年舒和钧在任热河军务处长（1918年后不详）。1920年任热河陆军第一混成旅旅长。1924年4月25日获将军府授将军。